# Palazzo Niccolini
Il palazzo Niccolini, già Ciaini-Da Montauto, è un palazzo di Firenze situato in via dei Servi 15.

## Storia

### I Ciaini
Le case nella zona appartenevano alla famiglia Ciaìni da Montauto, che nel Trecento si arricchì grazie all'abilità economica di Bastiano Ciaini, prima bottegaio, poi associato al Banco dei Ginori, infine possessore di un proprio banco, non famoso ma con un notevole giro d'affari. Dal 1542 al 1548 Bastiano fece costruire il proprio palazzo nel luogo dove esistevano alcune antiche case con orto (una di queste già dei Buonaccorsi), su progetto e direzione dei lavori di Domenico di Baccio d'Agnolo (secondo il Vasari). Il banchiere tuttavia poté godersi poco questa abitazione lussuosa perché morì appena venne ultimata. Bastiano aveva ben dodici figlie femmine e nessun maschio, così che la sua fortuna si frammentò polverizzandosi.

### I Niccolini

La facciata interna del Dosio

Già vent'anni dopo, nel 1575, i suoi discendenti dovettero vendere il palazzo di famiglia a Giovanni Niccolini, che sborsò una notevole cifra per la prestigiosa costruzione.
Il Niccolini, alla fine del secolo, lo fece rimodernare e ampliare considerevolmente verso il giardino interno, con la realizzazione di un secondo cortile, dove ancora prospetta una maestosa facciata, con portico inferiore dovuto a Giovanni Antonio Dosio (1595) e loggiato superiore frutto di un intervento di ampliamento successivo, databile verso il 1653-1654, condotto comunque in sintonia con la parte preesistente. Nel 1609 il palazzo si arricchì di una quadreria e degli affreschi di Baldassarre Franceschini detto il Volterrano, di Giacinto Geminiani e di altri pittori. Una stanza fu adattata per ospitare la collezione numismatica. Il figlio di Giovanni riuscì anche ad ottenere un titolo nobiliare, quello di marchese di Ponsacco e Camugliano.
Ulteriori lavori di ampliamento sono documentati al 1666 e ancora agli inizi e alla metà del Settecento. Più in particolare potrebbe essere ricondotto al 1706-1708 il cantiere che vide la realizzazione dell'addizione che si sviluppa su via dei Servi sulla destra dell'edificio principale. Della profusione delle opere d'arte, in particolare busti e statue di marmo e di bronzo distribuiti nelle sale, nella corte, nella loggia e nel giardino nel corso di questi anni testimonia l'accurata descrizione resa da Giovanni Cinelli nella sua guida del 1677. Provenivano in gran parte da Roma, dove Giovanni Niccolini era stato ambasciatore. Agli anni trenta del Settecento si datano alcuni progetti, poi non realizzati, volti a unificare e ridisegnare la facciata, dovuti a Ferdinando Ruggieri e Pietro Hostini.

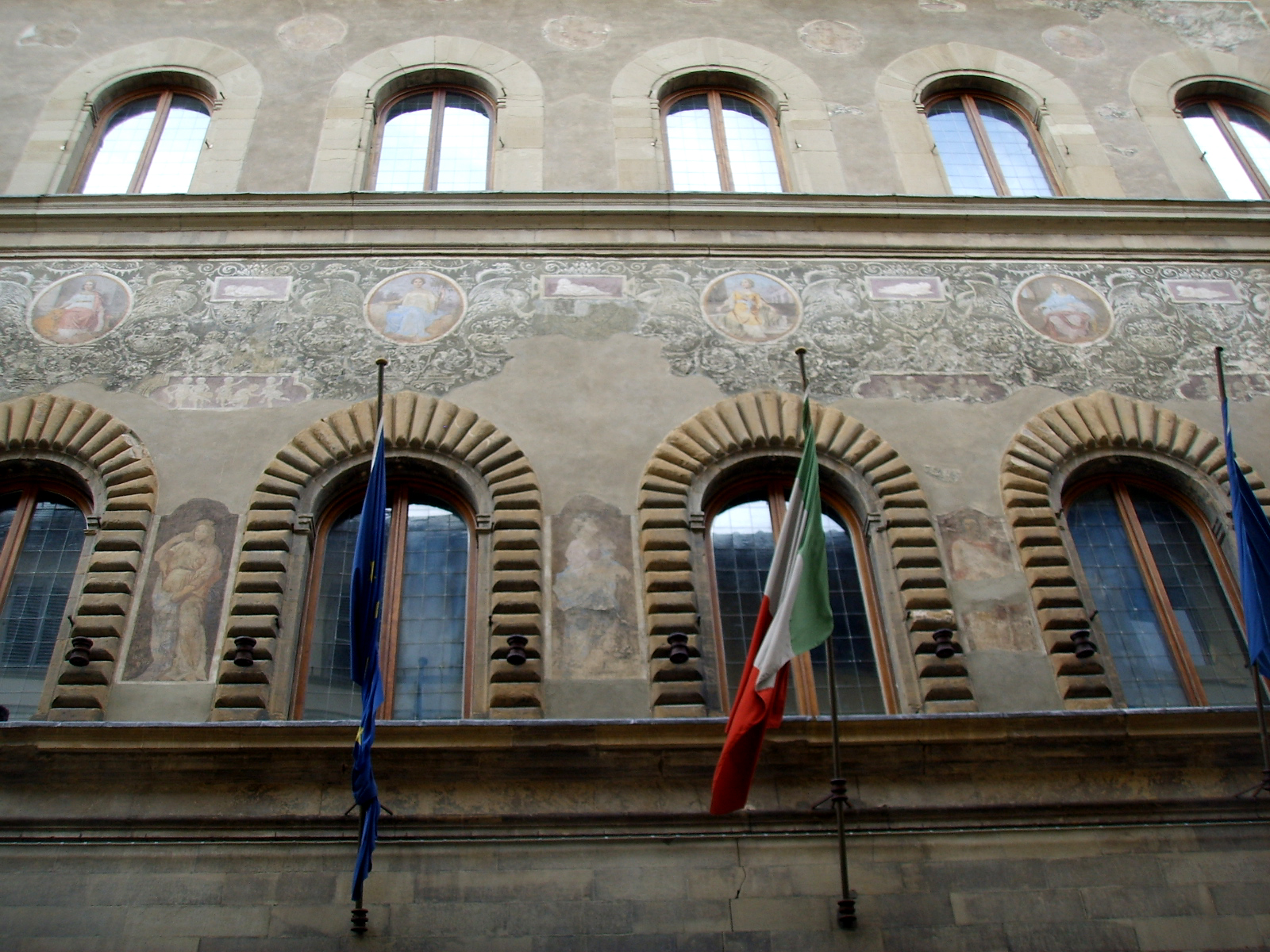
I graffiti ottocenteschi

### Gli stranieri
Nel 1824 la proprietà fu venduta dai Niccolini al conte Demetrio Boutourline (Dmitrij Petrovič Buturlin) consigliere, senatore e ciambellano dell'imperatore di Russia. I Boutourline intervennero sia ridisegnando il giardino sia, nel 1854, intonacando la parte superiore della facciata e facendola decorare con graffiti e pitture ad opera degli artisti Valtancoli, Paolino Sarti e Olinto Bandinelli. Nel periodo di Firenze Capitale (1865-1871) il palazzo fu residenza dell'ambasciatore inglese sir Henry Elliot, che vi tenne sontuosi ricevimenti e mantenne bene il palazzo, come documenta una fotografia conservata presso gli archivi Alinari databile al 1890 circa. Altrettanto mondani furono poi i coniugi Gabriel e Marie Brun, proprietari successivi.

### Declino e rinascita

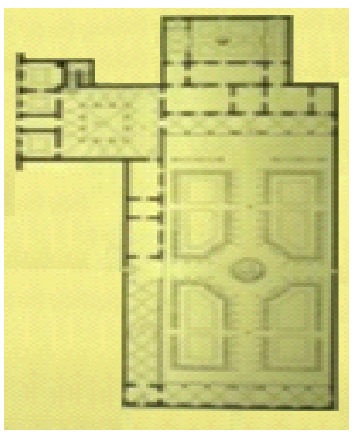
Pianta del palazzo

Nel corso della prima metà del Novecento il palazzo ebbe innumerevoli cambi di proprietà e conobbe sia molte trasformazioni interne (con la divisione in appartamenti signorili) sia un periodo di abbandono e profondo degrado, anche in conseguenza dei vari usi a cui fu destinato.
Abbandonata la destinazione di residenza privata dopo un breve periodo in cui fu di proprietà dei Pinucci (1918-1927) a cui era stato venduto dagli eredi dei Boutourline, l'edificio fu infatti sede della Casa del Fascio, quindi usato per l'acquartieramento delle truppe anglo americane, e ancora fu sede del Partito Comunista e della Camera del Lavoro, fino ad essere indemaniato e acquisito dal Provveditorato alle Opere Pubbliche della Toscana e della Ragioneria regionale dello Stato (1944).
A quest'ultimo passaggio seguì un lungo e complesso intervento di recupero e restauro ampiamente documentato dalla pubblicazione promossa dallo stesso Provveditorato nel 1959, diretto dall'Ufficio del Genio Civile di Firenze e nel quale ebbero un ruolo determinante Ugo Procacci e l'architetto Nino Jodice. Un più recente e ugualmente complesso intervento di restauro alla struttura è stato condotto nel 1974 (quando il palazzo è ricordato come recentemente recuperato nella guida del Touring Club), seguito da un intervento alla decorazione graffita e dipinta nel 1981 e da un cantiere relativo all'addizione del primo Settecento del 1981-1982, quando le lesioni alle volte sono state consolidate con catene metalliche di tenuta e mediante l'inserimento di fibre di carbonio e sono stati inserite delle strumentazioni di monitoraggio delle deformazioni e dei movimenti, che vengono periodicamente rilevate con laser. Nel 2009 si è intervenuti con il restauro dell'altana.

## Descrizione

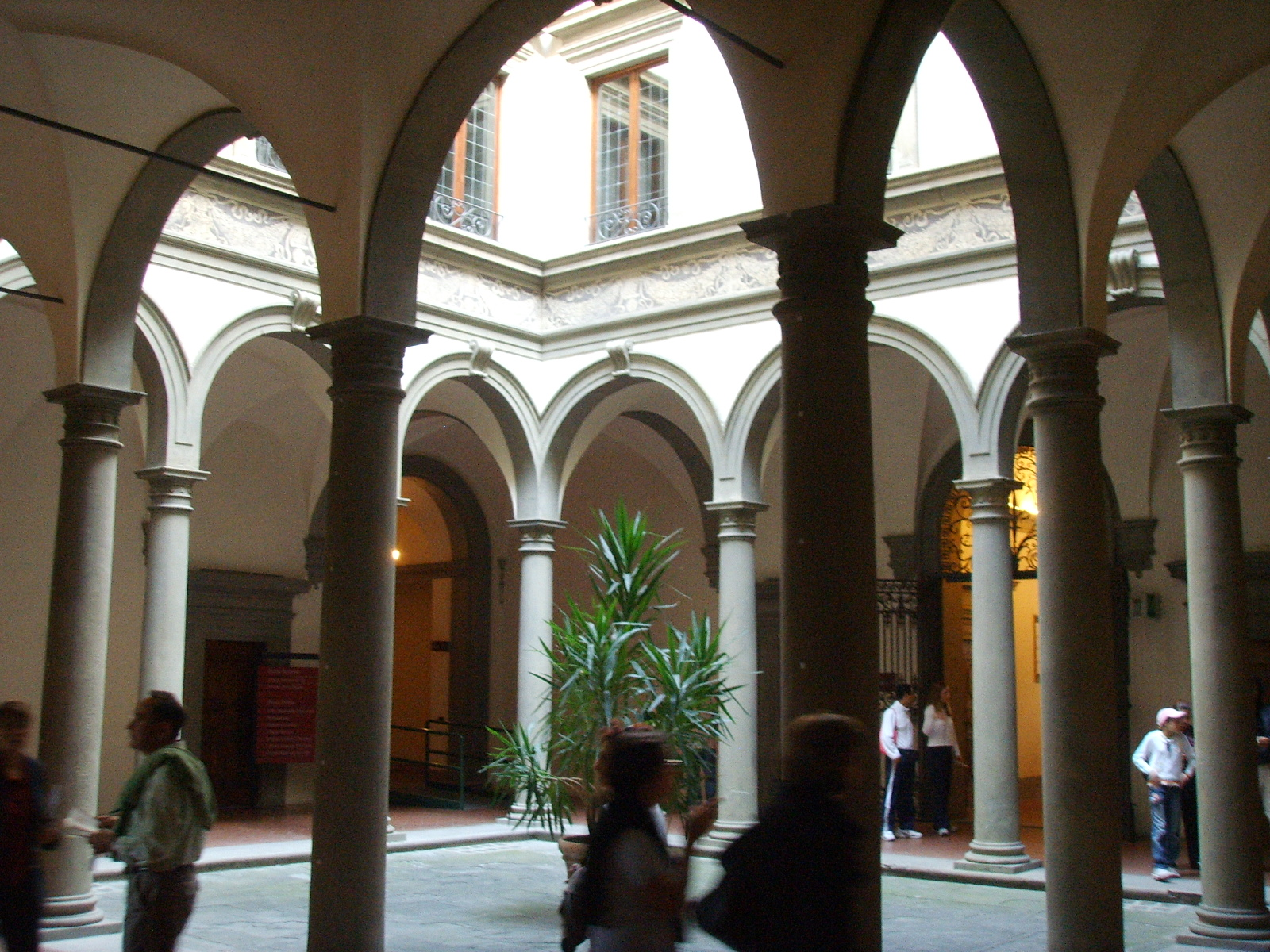
Il cortile

Il corpo principale dell'edificio, ben delineato nel suo fronte sulla via e organizzato su sei assi che si sviluppano per tre altopiani fino ad essere coronati da un'ampia altana coperta da una gronda alla fiorentina di notevole aggetto, risale in massima parte al primo progetto cinquecentesco. Marcato è il bugnato d'angolo, con un portale asimmetricamente circondato da finestre rettangolari con cornici semplici in pietra, e due piani superiori con doppia fila di finestre centinate sottolineate da cornici marcapiano; all'ultimo piano svetta la loggetta ottocentesca. L'insieme ricorda molto palazzo Guadagni in piazza Santo Spirito e palazzo Ginori in via de' Ginori.
I graffiti ottocenteschi sono organizzati al secondo piano in cinque nicchie dipinte, tra le finestre del primo piano, furono immaginate cinque figure simboleggianti l'Adolescenza, la Gioventù, la Speranza, la Virilità e la Vecchiezza; poco sopra, in sei tondi, furono rappresentate alcune virtù e, in cinque tondi minori al terzo piano, alcuni putti.
L'ampio cortile, attribuito a Baccio d'Agnolo, presenta un porticato con tre arcate a tutto sesto per lato, poggianti su colonne doriche. Oltre gli archi e sopra un fregio con ghirlande a graffito, ai due piani superiori, si affacciano finestre architravate. Da qui si passa a destra nel secondo cortile frutto degli interventi dei Niccolini. Qui, davanti al giardino interno (opera ottocentesca di Francis Sloane), esiste la facciata interna attribuita a Giovanni Antonio Dosio, con un loggiato a due ordini di sette arcate ciascuno, rispettivamente dorico al piano terra e ionico al primo piano. Al centro un piccolo balcone con balaustra in ferro battuto, poggia su due colonne, oltre il quale è posto un grande stemma dei Niccolini.
Negli interni si segnalano sale con bei soffitti, camini rinascimentali e interessanti affreschi del Seicento e Settecento, riconducibili al Volterrano, a Giacinto Gimignani (di lui è un dipinto raffigurante il Parnaso datato 1654, tra le sue opere più significative), ad Angelo Michele Colonna (la Galleria), a Vincenzo Meucci (Gloria di Casa Niccolini), a Jacopo Chiavistelli e al Ciseri (palchi e fregi).

### Pertinenze
In via dei Servi 19, adiacente al palazzo principale, si trova un'addizione indicata come la "casa Niccolini". L'edificio è indicato da Bacciotti come "casa già Bandini e oggi Boutourline", e segnalato perché "tenne a pigione l'anno 1427, il pittore Tommaso Guidi, detto Masaccio". Di questa gloria parla una memoria posta sul fronte dai Lions toscani nel 2001, quarto centenario della nascita del pittore.
La lapide è accompagnata da un rilievo in un medaglione, che riprende il presunto autoritratto del pittore nel San Pietro in cattedra della Cappella Brancacci con sul bordo inciso "Omaggio a Masaccio 1401 * 2001:"
| NELLE CASE DEI BANDINI CHE QUI SORGEVANO FU TENUTO A PIGIONE NEL 1427 IL PITTORE TOMMASO GUIDI DETTO MASACCIO POETA DELLA PROSPETTIVA I LIONS TOSCANI POSERO NEL VI CENTENARIO DELLA NASCITA |

Al di là di tali vicende, l'edificio si presenta oggi come addizione del vicino palazzo Niccolini, frutto di un cantiere che si tende a collocare tra il 1706 e il 1708. Insieme al palazzo la proprietà venne venduta dai Niccolini nel 1824 al conte russo Demetrio Boutourline (Dmitrij Petrovic Buturlin), seguendo gli stessi passaggi di proprietà e le stesse vicende conservative del precedente (uno specifico intervento di restauro al prospetto sulla via è comunque da datarsi al 1981-1982). All'epoca della sede del partito fascista vi si leggeva il motto rivisitato Non flectar non frangar ("non mi piego e non mi spezzo").
Attualmente vi ha sede la Corte dei Conti, sezione regionale di controllo per la Toscana.

## Note

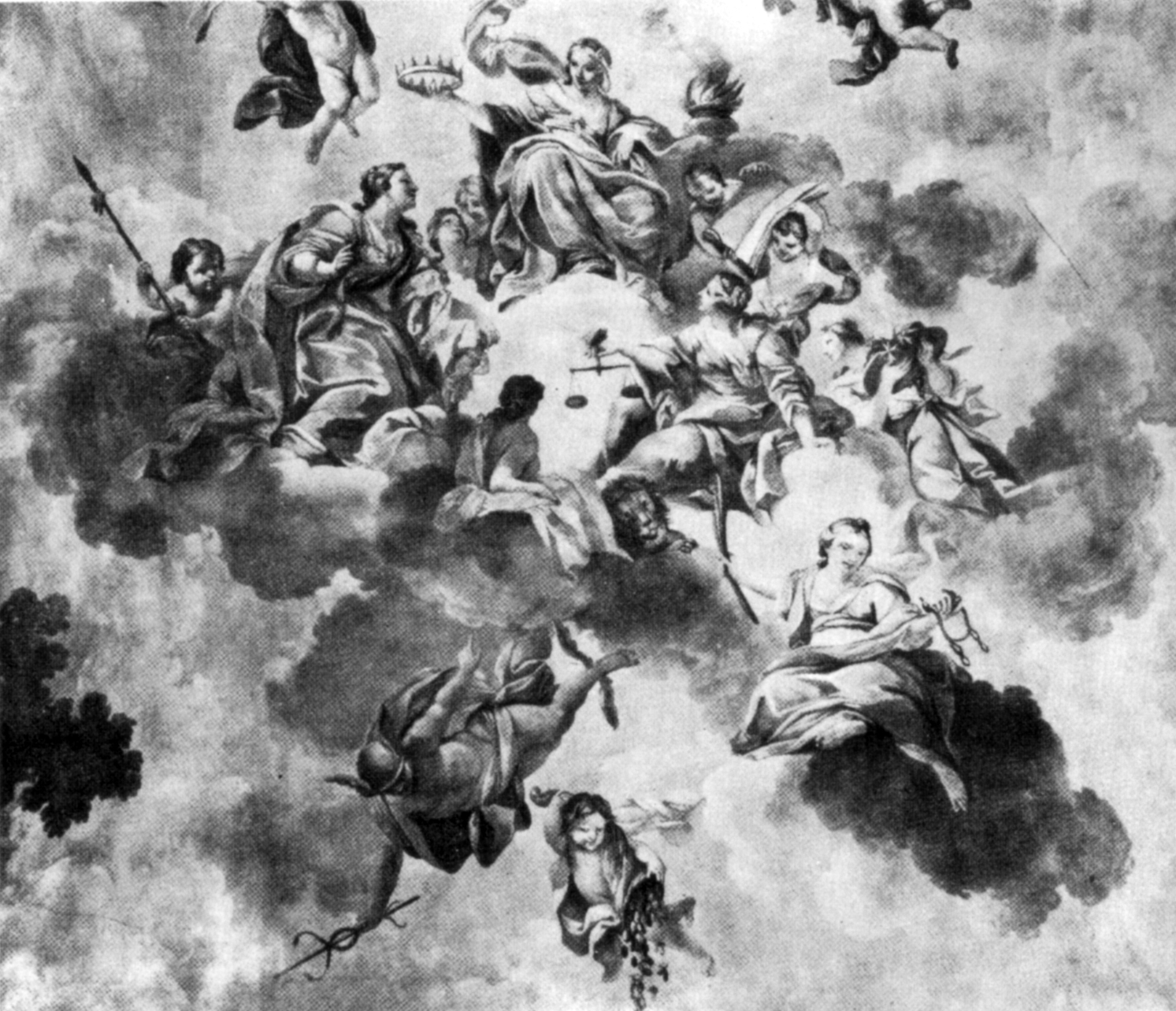
Vincenzo Meucci, Gloria di Casa Niccolini

## Bibliografia

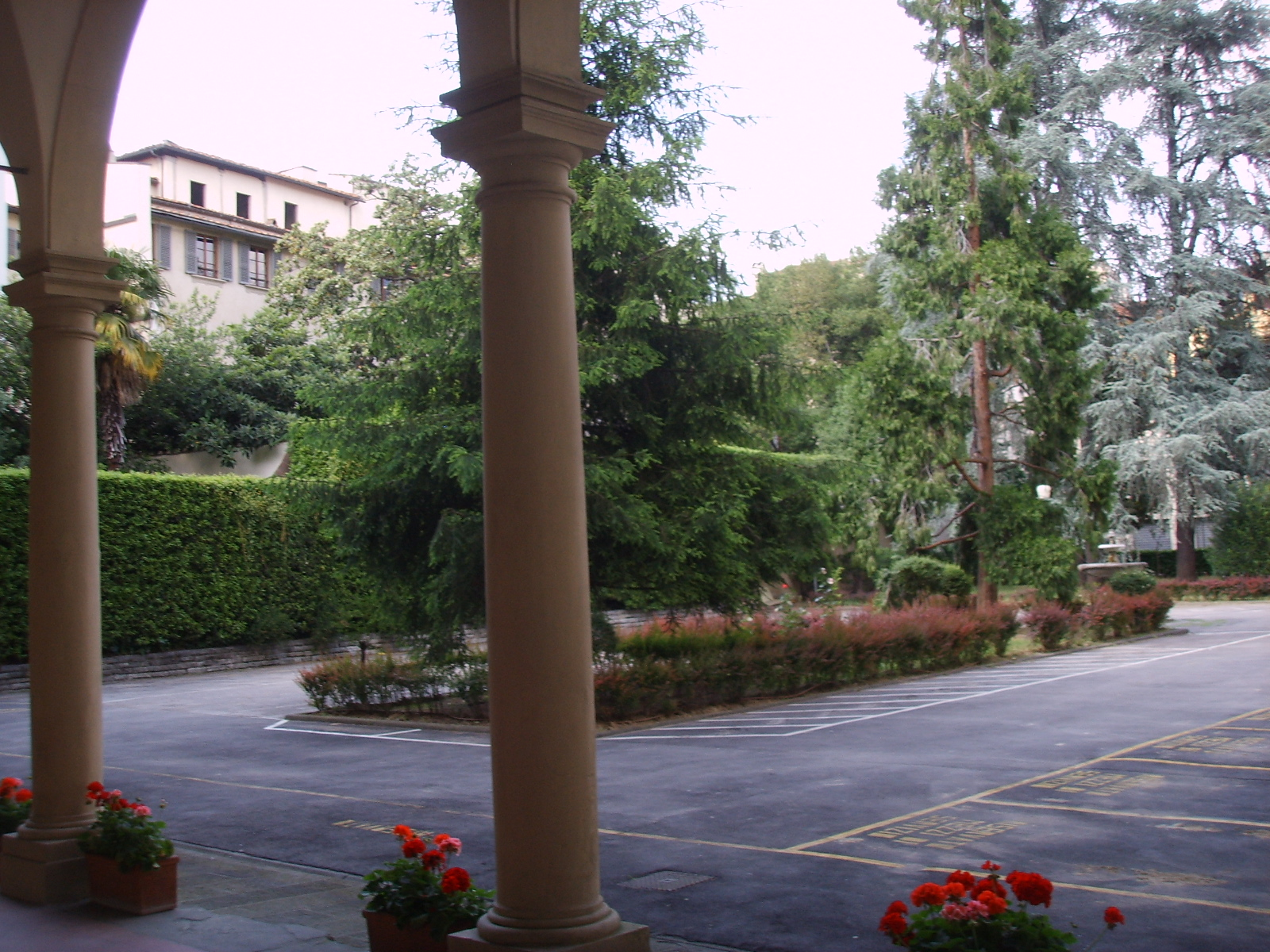
Giardino interno

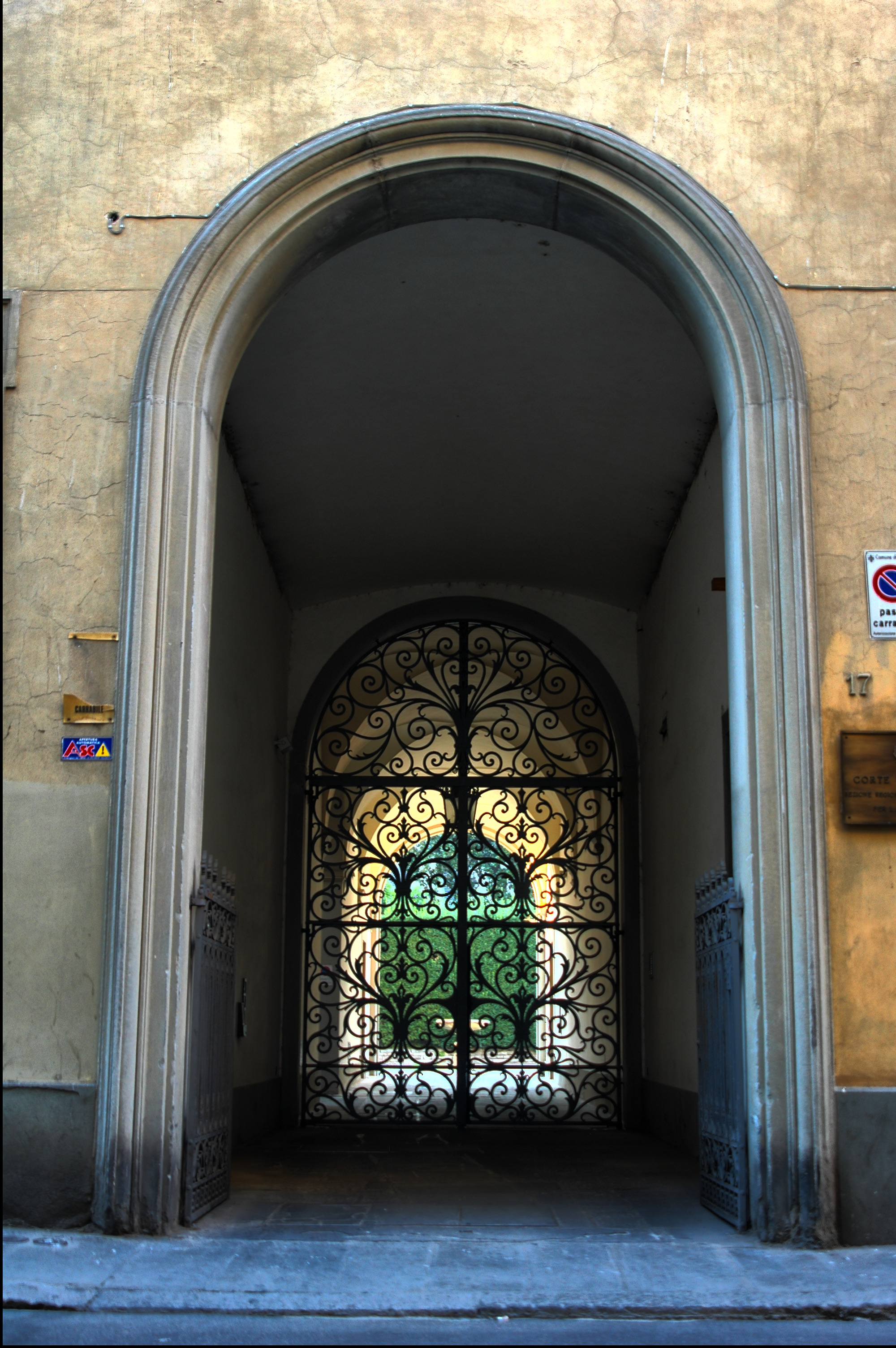
Il portale della "casa Niccolini"